# Лебедев, Иван Андреевич
Ле́бедев Ива́н Андре́евич (1798—1868) — врач, член Санкт-Петербургского Общества русских врачей, профессор Московской медико-хирургической академии.

## Биография
Происходил из духовного звания; его отец московский священник Андрей Иванович Лебедев.
В 1820 году Лебедев поступил вольнослушателем в Московскую медико-хирургическую академию. Окончил академию в 1820 году лекарем первого отделения. Он был оставлен при ней исполняющим должность адъюнкт-профессора акушерства. После защиты в 1827 году диссертации «De haemorrhagia uteri» удостоен степени доктора медицины и в 1828 году утверждён адъюнкт-профессором акушерства, судебной медицины и медицинской полиции.
В 1832 году он был назначен врачом Московской удельной конторы, в 1839 году — экстраординарным и ординарным профессором по той же кафедре Московской медико-хирургической академии.
После закрытия академии в 1846 году Лебедев оставлен за штатом, в 1847 году — назначен инспектором Московской медицинской конторы, в 1860 году — там же штат-физиком. В отставку вышел в 1866 году.
Похоронен на 13 участке Ваганьковского кладбища в Москве.